# شمعة توهج

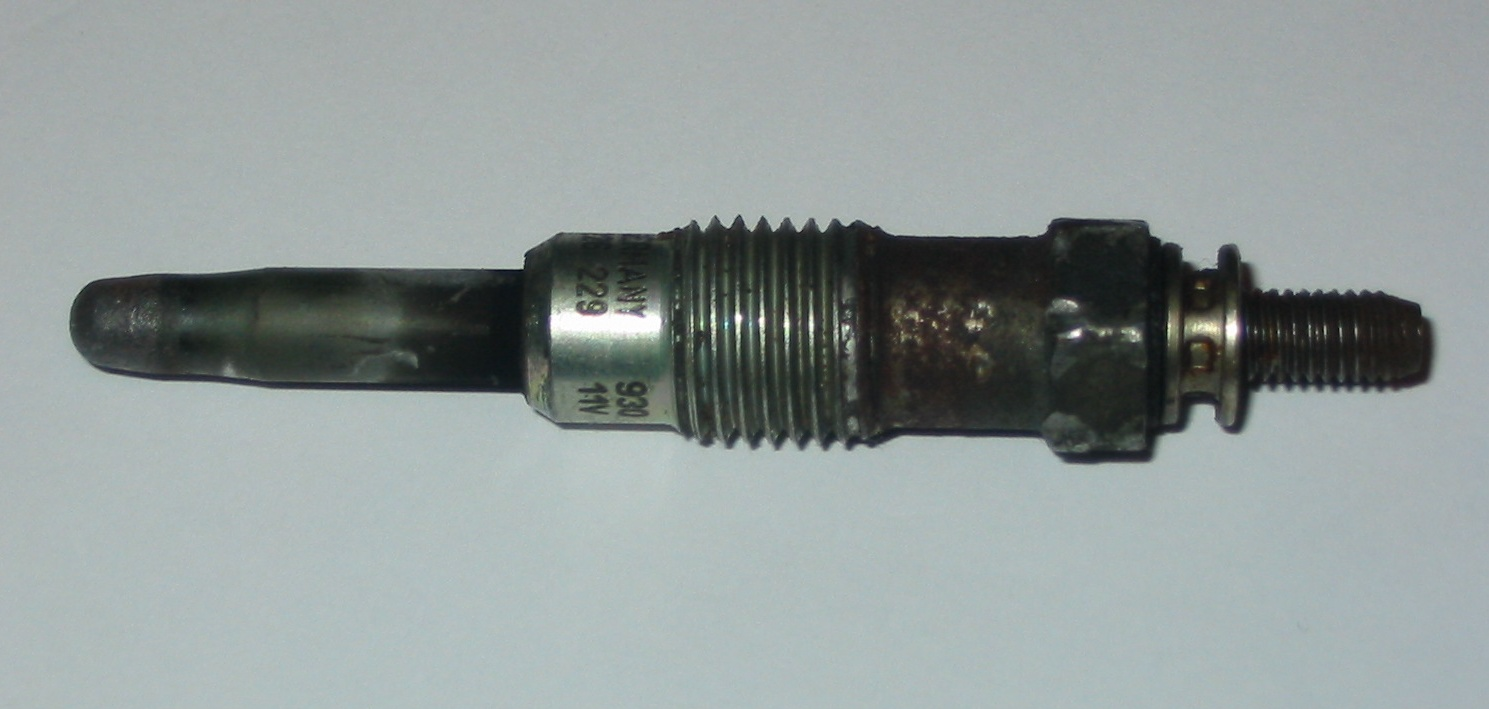
شمعة توهج قياسية.

شمعة التوهج  (بالإنجليزية: Glow plug)‏ أو كما تعرف شيوعا بشمعة التسخين، هي أداة تسخين تستخدم للمساعده في بداية تشغيل  محركات الديزل. يصعب تشغيل محركات الديزل عالية السرعة في الطقس البارد نظرا لامتصاص جسم الاسطوانة ورأسها للحرارة الناتجة عن ضغط  خليط الوقود مما يؤدي لمنع اشتعال الخليط (المعتمد على هذه الحرارة).
تُستخدم سخانات كهربية صغيرة بداخل غرفة الإحتراق الثانوية في المحركات ذات الحقن الغير مباشر للوقود، بينما في المحركات ذات الحقن المباشر للوقود -يتم حقن الوقود مباشرة في غرفة الاحتراق الأساسية و لا تحتوي على غرفة احتراق ثانوية- يتم وضع هذه السخانات الصغيرة  بداخل غرفة الاحتراق الأساسية.
 شمعة التوهج هي عبارة عن قطعة مستقيمة من المعدن تٌشبه للقلم و يوجد في مقدمتها عنصر تسخين. يعمل عنصر التسخين بفضل خاصية المقاومة الكهربية له، حيث ترتفع درجة حرارته بمرور تيار كهربي خلاله ويبدأ بالتوهج واشعاع ضوء وحرارة في نطاق الطيف المرئي، ولذلك سٌميت شمعة التسخين بشمعة توهج.

وتتشابه شمعة التسخين مع محمصة الخبز الكهربائية من حيث التأثير الظاهري.
يتوجه رذاذ الوقود مباشرة -الناتج من حاقن الوقود- نحو المقدمة الساخنة لشمعة التسخين أثناء حقن الوقود عند النقطة الميتة العليا لأسطوانة المحرك -النقطة الميتة العليا هي أقصى نقطة يصل لها المكبس في الأسطوانة عند ضغطه لخليط الوقود- وهذا يؤدي إلى اشتعال الوقود حتى إن لم يكن المحرك ساخن بالدرجة الكافية للتشغيل الطبيعي مما يؤدي إلى تقليل زمن بداية تشغيل المحرك.

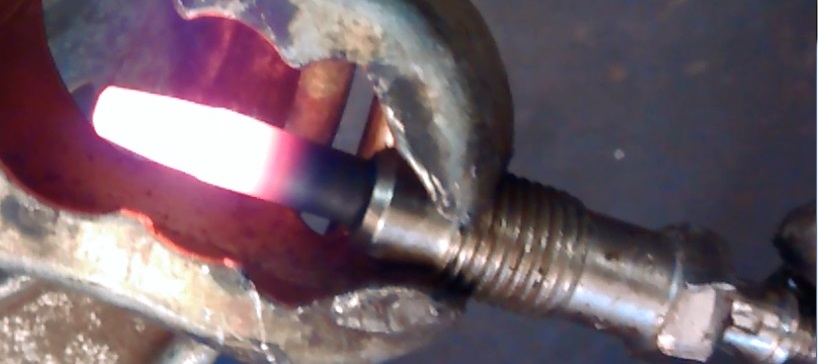
شمعة توهج يُجرى تسخينها خارج المحرك للإختبار.

## نظرة عامة

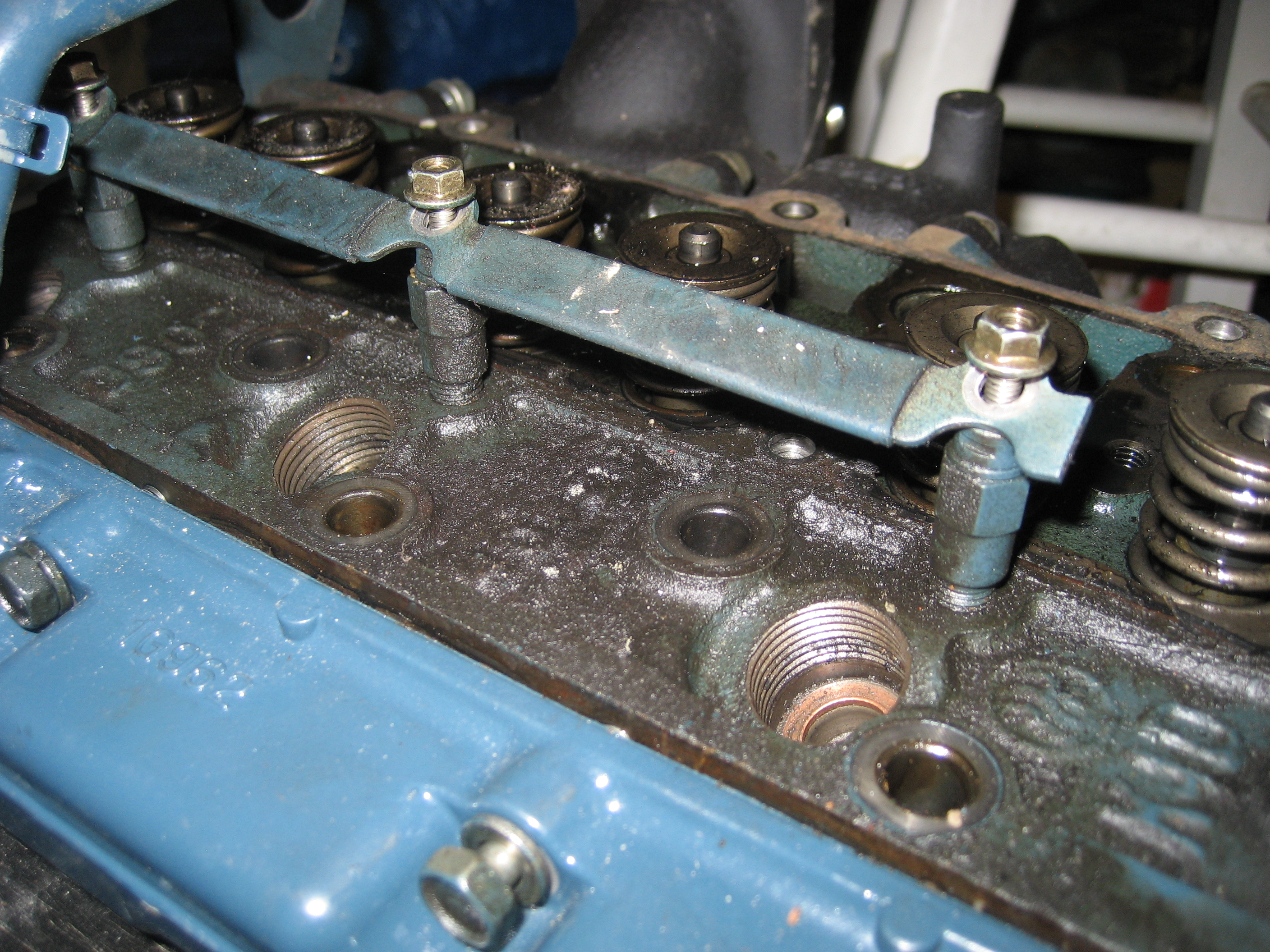
شمعات توهج، أسفل عمود الاتصال في محرك كوبوتا صغير

لا تستخدم محركات الديزل شمعات اشعال (بالإنجليزية: Spark Plugs)‏ على عكس محركات البنزين، وتعتمد بدلا من ذلك على ضغط الهواء حتى يصل لدرجة الحرارة التي سيشتعل الديزل عندها بمجرد حقنه.
و يؤدي الضغط المرتفع ونمط رش الوقود إلى حدوث الاحتراق بشكل كامل.
في البداية يرتفع المكبس ليضغط الهواء الموجود في أسطوانة المحرك، فترتفع درجة حرارة الهواء نتيجة انضغاطه، ويستمر المكبس بالارتفاع حتى يبلغ النقطة الميتة العليا -أقصى ارتفاع يصل له- و تكون درجة الحرارة في الأسطوانة مرتفعة جدا.

يتم حقن الوقود في الأسطوانة على شكل رذاذ، يشتعل تلقائيا نتيجة وصول درجة الحرارة داخل الأسطوانة لدرجة حرارة الاشتعال الذاتي للوقود، ثم يدفع المكبس لأسفل، وبالتالي تتولد القدرة.
يتطلب الوصول إلى الضغط اللازم لتسخين الهواء إلى تلك الدرجة من الحرارة، واستخدام حاوية محرك كبيرة و قوية.
تعتمد درجة الحرارة في نهاية شوط الانضغاط على عدة عوامل، الأكثر تأثيرا منها هما:
- نسبة الانضغاط في الإسطوانة.
- درجة حرارة الهواء الداخل للإسطوانة.

عندما يكون المحرك بارداً تكون درجة حرارة الهواء الداخل للمحرك منخفضة فيمتص كمية حرارة قليلة من جوانب أسطوانة المحرك، وبينما ينضغط الهواء ويسخن، فإن بعض من هذه الحرارة التي يكتسبها سوف تنتقل لجوانب الأسطوانة الباردة، مما يؤدي بعد ذلك إلى انخفاض درجة الحرارة عند قمة شوط الانضغاط. تم التغلب على هذه المشكلة باستخدام شمعات التوهج.
هناك نوعين مختلفين تماماً من شمعة التوهج:
- شمعة توهج داخل الأسطوانة.
- شمعة توهج في مجمع سحب الهواء.

في حالة وجود شمعة التوهج بداخل الأسطوانة، فإنه توجد شمعة بداخل كل أسطوانة في حالة أن الوقود يحقن مباشرة، أما في حالة الحقن غير المباشر للوقود فإن شمعة التوهج تتواجد بداخل غرفة الإحتراق الثانوية لتمثل بقعة ساخنة تحفز الإشعال. وفي حالة وجود شمعة التوهج داخل مجمع السحب، فإنها تكون شمعة واحدة فقط لكل إسطوانات المحرك.

## طريقة التشغيل

### التسخين المسبق

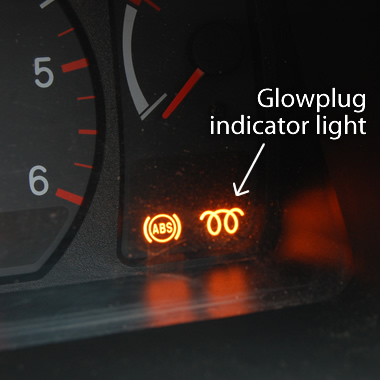
مؤشر ضوئي لشمعة التوهج "ضوء إنتظار بداية التشغيل"

عند بداية تشغيل محرك مركبات الديزل القديمة في ظروف طقس بارد، لم يكن يعمل المحرك فورا ببساطة بمجرد الضغط على مفتاح التشغيل وكان المشغل يضطر لتشغيل شمعة التوهج لوقت معين في البداية، على عكس مركبات البنزين. استخدمت محركات الديزل المبكرة شمعة توهج من النوع المنظم للحرارة (بالإنجليزية: Thermostart type glow plug)‏ في مجمع السحب. يلزم 20 ثانية للوصول إلى درجة حرارة التشغيل، و على مشغل العربة أن يقدر الوقت عندما ينتهي.

ظهرت تطورات تكنولوجية في حالة وجود شمعة التوهج بداخل الأسطوانة، وتضمنت وجود ضوء تنبيهي على لوحة عدادات السيارة لتوضح كم من الوقت يجب أن تستمر عملية التسخين المسبق للأسطوانة. أصبحت تتم عملية التسخين المسبق أيضاً أليا باستمرار الضغط على مفتاح التشغيل لفترة طويلة، حيث تُرسل إشارات كهربية لمشغلات شمعات التوهج ويتم تشغيل الشمعات، ويظهر ضوء يوضح هذه العملية على لوحة العدادات. تُسمى العملية السابقة بالتسخين المسبق أو التوهج. وطبقا لروبرت بوش (شركة ألمانية متعددة الجنسيات متخصة في الهندسة و الإلكترونيات، وتعتبر أكبر مزود لمكونات السيارات في العالم) فإن:
«المحركات القديمة التي تحتوي على شمعات توهج ببداخل مجمع السحب، تستغرق ما يزيد عن 20 ثانية كفترة تسخين، بينما الكثير من المحركات الحديثة يستغرق ما يقارب من 6 إلى 8 ثواني كفترة تسخين وتمتد بعد التوهج ولكن عند جهد منخفض».

### بداية التشغيل
قبل أي محاولة لبداية تشغيل محرك سيارة، يجب الأخذ في الاعتبار عدة شروط:
- يجب أن تكون مكابح اليد مفعلة.
- يجب أن يكون ناقل الحركة في وضع متعادل.
- يجب تغيير وضعية أي جهاز يتحكم في وقف المحرك إلى وضعية التشغيل.
- في حالة الطقس البارد، يجب استخدام «وقود زائد» كوسيلة مساعدة لبدأ التشغيل - مثل نظام كي جاس (نظام يساعد في بداية تشغيل محركات الديزل والبنزين عن طريق حقن كمية وقود داخل أنبوب السحب).

في حالة وجود شمعات التوهج داخل الأسطوانة، فإنه بعد مرور زمن محدد، تقوم مشغلات الشمعات بغلق الضوء المشير إلى انتظار بدء تشغيل المحرك. تستمر الدورة ذات التسخين المسبق للأسطوانات من 2 إلى 5 ثواني، ثم يغير المشغل مفتاح التشغيل إلى وضع البداية.
تقوم المشغلات بفصل شمعات التوهج بعد دوران المحرك (أو في حالة السيارات القديمة، يتم فصل الشمعات في نفس وقت غلق الضوء المشير لانتظار بداية تشغيل المحرك).

تستمر شمعات التوهج بالعمل في بعض السيارات لما يزيد عن 180 ثانية بعد بداية تشغيل المحرك، للتحكم في الانبعاثات الغازية من المحرك حيث تنخفض كفاءة الاحتراق بشكل كبير عندما يكون المحرك بارداً. يبدأ  بخار الديزل في ملئ مجمع السحب خلال ثواني قليلة في حالة وجود شمعات التوهج بداخل مجمع السحب، وبينما تستمر شمعة التوهج بارتفاع حرارتها، يٌفتح صمام ليسمح بمرور الديزل القادم من خزان خاص موضوع مباشرة فوق منظم الحرارة الموجود بداخل شمعة التوهج. يتبخر أيضا هذا الديزل ليضاف بخاره إلى ذلك الموجود في مجمع السحب.
يصبح الهواء المحقون متاحاً بعد 20 ثانية بعد شوط الانضغاط،  فيشتعل الديزل الموجود بالقرب من شمعة التوهج، بينما يستمر عمود المرفق بالدوران ثم يسحب الديزل المشتعل إلى غرف الاحتراق الثانوية حيث يتم إضافة مزيد من الديزل إليه.
تشتعل كمية الديزل المضافة لحظيا، ليبدأ المحرك بسهولة.
لا يتم تفعيل شمعة التوهج بواسطة مفتاح الإشعال العادي في العربات المزودة بشمعة توهج ذات منظم حرارة البداية، ويكون هناك مفتاح خاص بذلك ( يكون مع مفتاح تشغيل محرك بدء الحركة في بعض الحالات)، أما عندما تكون شمعة التوهج تُفعل بنفس مفتاح الإشعال، فإن ذلك يتم عادة بادارة المفتاح قليلا عكس عقارب الساعة، ثم بعد مضي 20 ثانية يُدار المفتاح أكثر في نفس الاتجاه لتفعيل الإشعال و من ثم يدور عمود المرفق للمحرك. ينطفئ مفتاح الإشعال بمجرد عمل المحرك، ويجب على قائد السيارة حينئذا أن يدير مفتاح الإشعال قليلا نحو اليمين ليشغله مرة أخرى.

### بداية تشغيل محرك دافئ
إن كانت السيارة قد تم تشغيلها قريبا -أي أن المحرك مازال دافئا- أو كانت درجة حرارة الجو مرتفعه، فإنه ربما لا يعمل «ضوء انتظار بداية التشغيل». يلجأ مشغل السيارة في هذه الحالة إلى تشغيل المحرك بدون أي انتظار. ويرجع قرار استخدام شمعة التوهج أم لا إلى مشغل السيارة، وفي حالة أن التحكم بشمعة التوهج و شمعة الإشعال يتم بنفس المفتاح، فيتم تفعيل كل منهما بإدارة المفتاح يمينا.

## التكوين
تُشبه شمعة التوهج قلم رصاص قصير مصنوع من المعدن، مثبت في طرفه سلك التسخين. يجب أن تصنع أسلاك التسخين من مواد معينة مثل البلاتين والإيريديوم ، التي تكون مقاومة لكل من  ا لأكسدة وارتفاع درجة الحرارة.

## نماذج محركات
تختلف شمعات التوهج المستخدمة في نماذج المحركات عن تلك المستخدمة في المحركات الكبيرة. في المحركات الكبيرة تٌستخدم شمعات التوهج فقط لبدء تشغيل المحرك، أما في نماذج المحركات، فتكون شمعات التوهج جزء من نظام الإشعال بسبب التأثير تحفيز لأسلاك البلاتين.
تُستخدم أيضا شمعات توهج نماذج المحركات كأنابيب وقود في الألعاب النارية المسرحية، و في صناعة المؤثرات الخاصة لاشعال أجهزة الألعاب النارية عن بعد باستخدام الفلاش و مساحيق تكوين الدخان.